# Salvelinus neiva
Salvelinus neiva és una espècie de peix bentopelàgic de la família dels salmònids i de l'ordre dels salmoniformes.

## Morfologia
- Els mascles poden assolir 55 cm de longitud total.[1]
- Nombre de vèrtebres: 64-66.[2]

## Hàbitat
Viu en zones d'aigües dolces.

## Distribució geogràfica
Es troba a Euràsia: llacs de muntanya de la conca del riu Okhota.